# En la órbita del final
En la Órbita del Final es una novela compuesta de 20 capítulos dialogados sobre futuros desastres ecológicos que sufriría el planeta Tierra según la teoría planteada por el científico geólogo japonés Ihito Toyada, escrita por Germán Alfaro y publicada por primera vez por CBH Books en 2006.
La novela combina los géneros de suspenso detectivesco y ciencia ecológica, tomando como punto de partida la teoría de un próximo desastre natural, que sobrevendría con la destrucción del planeta Tierra y la aniquilación de la raza humana, como activos perpetradores de su degeneración irreversible. Pero como todo es posible, según la trama, el geólogo japonés Ihito Toyada propone que la madre planeta Tierra tiene remedio y son varios los esfuerzos por detener ese ciclo de destrucción.
Es de hacer notar el máximo conocimiento geológico y de reservas naturales que maneja con suma experiencia el autor Licenciado Germán Alfaro; ya que esta novela ha sido muy reconocida en el círculo de lectores ecológicos y en cátedras universitarias.